# Gabrielle de Rochechouart de Mortemart

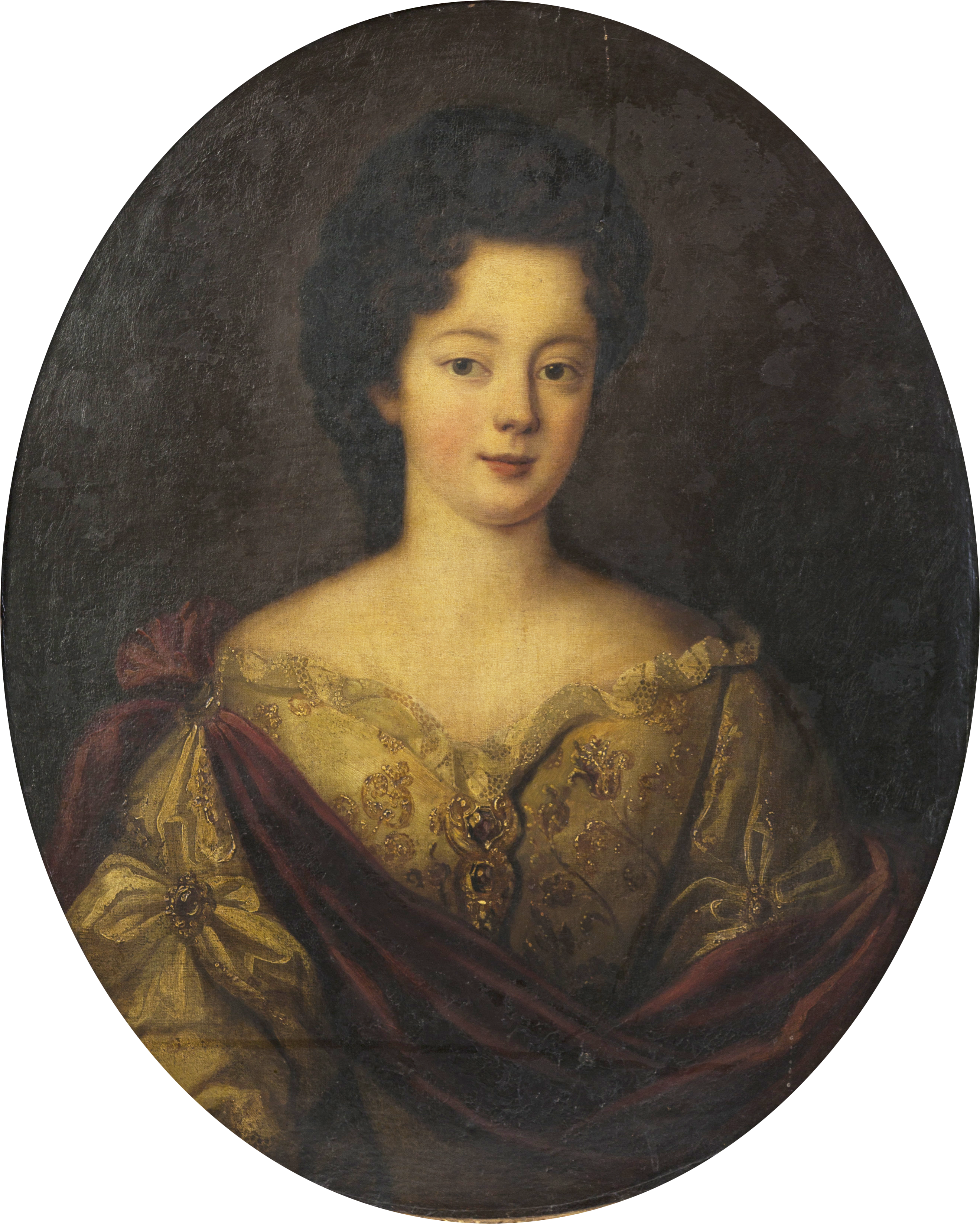
La Marquise de Thianges, Ölgemälde von Pierre Mignard

Gabrielle de Rochechouart de Mortemart, Marquise de Thianges (* 1631/32 in Lussac-les-Châteaux; † 12. September 1693 in Paris), war eine französische Aristokratin und die ältere Schwester und Vertraute von Madame de Montespan (Françoise-Athénaïs).

## Leben
Gabrielle ist das älteste Kind von Gabriel de Rochechouart de Mortemart (1601–1675), Marquis und 1650 Herzog von Mortemart und Pair von Frankreich, und Diane de Grandseigne, Marquise de Grandseigne. Ihre Eltern hatten beide ein hohes Amt am Hof von König Ludwig XIII. inne: ihr Vater wurde 1630 zum Premier Gentilhomme de la Chambre du Roi ernannt (da ihn der König seit seiner Kindheit kannte) und ihre Mutter zur Ehrendame der Königin Anna von Österreich. Ihre weiteren Geschwister (neben Madame de Montespan) sind Louis Victor (1636–1688), Herzog von Mortemart und Marschall von Frankreich, und Marie-Madeleine (1645–1704), Äbtissin von Fontevraud.

## Familie
Gabrielle de Rochechouart heiratete 1655 Claude Léonor Damas aus der Linie Damas des Hauses Semur, Marquis de Thianges, Comte de Chalencey, Seigneur de Savigny, de Dio, de Quincey, du Deffend, de Fleury-la-Tour, d’Estours, de Gratiros et de Vaux-de-Chizeuil, 1645/1701 bezeugt, Mestre de camp de Cavalerie, Sohn von Charles Damas, Marquis de Thianges etc., und Jeanne de La Chambre. Ihre Kinder sind:
- Diane Gabrielle (* 1656; † 11. Januar 1715) ⚭ (Ehevertrag 15. Dezember 1670) Philippe Jules Mancini-Mazarini, Herzog von Nevers (* 20. Mai 1641; † 8. Mai 1707), Sohn von Michel-Laurent Mancini und Jéronime Mancini
- Claude Henri Philibert (* 1663; † 4. Januar 1708) Marquis de Thianges, Lieutenant-général des Armées du Roi; ⚭ (1) Anne de La Chapelle, Dame de La Roche-Chiffard († 7. Juli 1686 im Kindbett), Tochter von Henri II. de La Chapelle, Marquis de La Roche-Giffard, und Marguerite de Machecoul; ⚭ (2) 2. März 1695 Geneviève Françoise de Harlay († 9. April 1728), Tochter von Bonaventure Françcois de Harlay, Marquis de Breval et de Champvallon, Lieutenant-général des Armées du Roi, und Geneviève de Fortia du Plessis
- Louise Elvide († 1732); ⚭ (Ehevertrag 30. Oktober 1678) Luigi Sforza, Duca d’Ognano e di Segni († vor 1696)
- Gabrielle, 1692 geistlich zu Molaise

Obwohl Gabrielle wohl eine Mätresse Ludwigs XIV. war, erlangte sie nie die Macht und den Einfluss auf den König, den ihre jüngere Schwester Françoise-Athénaïs ausübte, die 1668 die Maîtresse-en-titre des Königs wurde. Gabrielle begleitete ihre Schwester während des Feldzugs, bei dem Françoise-Athénaïs die Geliebte Ludwigs XIV. wurde. Sie war auch bei Hofe, als ihre Schwester im Juni 1673 in Tournai ihre Tochter von Ludwig XIV, Mademoiselle de Nantes, zur Welt brachte.
Ihre Tochter Diane heiratete 1670 den homosexuellen Philippe Julien Mancini, Herzog von Nevers und Neffe von Kardinal Mazarin. Durch Diane war Gabrielle die Großmutter von Philippe Jules François Mancini (1678–1768) und Urgroßmutter von Louis Jules Mancini (1716–1798), dem bekannten französischen Diplomaten und Schriftsteller.
Die Marquise de Thianges starb am 12. September 1693 in Paris. Sie wurde in der Kirche der Pénitents in Picpus beerdigt.